# Liste der libanesischen Botschafter in Brasilien
Die Botschaft des Libanons befindet sich in SES 805, Avenida das Nações, Lote 17 in Brasília.
| Ernannt / Akkreditiert | Leiter der Auslandsvertretung | Bemerkungen               | ernannt von           | akkreditiert bei                     | Posten verlassen |
| ---------------------- | ----------------------------- | ------------------------- | --------------------- | ------------------------------------ | ---------------- |
| 1946                   | Youssef El-Saouda             | Ministro Plenipotenciário | Riad as-Solh          | Eurico Gaspar Dutra                  | 1953             |
| 1953                   | Adib El-Nahas                 |                           | Abdullah Aref al-Yafi | Getúlio Vargas                       | 1956             |
| 1958                   | Raif Abillama                 |                           | Rashid Karami         | Juscelino Kubitschek                 | 1960             |
| 1962                   | Nazih Lahoud                  |                           | Rashid Karami         | João Goulart                         | 1966             |
| 1966                   | Farid Habib                   |                           | Abdullah Aref al-Yafi | Humberto Castelo Branco              | 1968             |
| 1969                   | Fawzi Bardawil                |                           | Rashid Karami         | Emílio Garrastazu Médici             | 1971             |
| 1972                   | Jean Hadju Thomas             |                           | Saeb Salam            | Emílio Garrastazu Médici             | 1978             |
| 1978                   | Antoine El-Dahdah             |                           | Selim al-Hoss         | Ernesto Geisel                       | 1983             |
| 1983                   | Fakhri Saghiyyah              |                           | Shafik Wazzan         | João Baptista de Oliveira Figueiredo | 1985             |
| 1985                   | Samir Hobeika                 |                           | Rashid Karami         | José Sarney                          | 1990             |
| 1990                   | Ghazi Chidiac                 |                           | Omar Karami           | Fernando Collor de Mello             | 1999             |
| 1999                   | Kozhaya Toufic Khouri         |                           | Selim al-Hoss         | Fernando Henrique Cardoso            |                  |
| 2002                   | Fouad El Khoury               |                           | Rafiq al-Hariri       | Fernando Henrique Cardoso            |                  |
| 2009                   | Georges Siam                  |                           | Saad Hariri           | Luiz Inácio Lula da Silva            | 2010             |
| 2010                   | Soraya Tkachenko              |                           | Saad Hariri           | Luiz Inácio Lula da Silva            |                  |